# Metagonia punctata
Metagonia punctata är en spindelart som beskrevs av Willis J. Gertsch 1971. Metagonia punctata ingår i släktet Metagonia och familjen dallerspindlar. Inga underarter finns listade i Catalogue of Life.